# Salajärvi (sjö i Villmanstrand, Södra Karelen)
Salajärvi är en sjö i kommunen Villmanstrand i landskapet Södra Karelen i Finland. Arean är 21 hektar och strandlinjen är 2,36 kilometer lång.  Den  ingår i Urpalanjokis huvudavrinningsområde.  Sjön ligger omkring 44 kilometer söder om Villmanstrand och omkring 170 kilometer öster om Helsingfors. 
I sjön finns ön Pienisaari. 